# Amy Rose
Amy Rose es un personaje femenino de videojuego de la serie Sonic. Hizo su primera aparición en 1993, en Sonic CD, en Mega-CD, convirtiéndose en el primer personaje femenino de la franquicia. Dentro de la ficción es una eriza rosa de 12 años.

## Biografía ficticia
De acuerdo con la información oficial, se conoce que Amy es fanática de la clarividencia, en particular de las cartas del Tarot. Una vez ella predijo que encontraría a un erizo azul en un "Pequeño Planeta", donde más tarde se revelaría que dicho erizo que había previsto en sus predicciones era en realidad Sonic. Durante los acontecimientos del juego Sonic CD, el erizo velocista la llega a conocer en el segundo nivel llamado Collision Chaos, donde es secuestrada por Metal Sonic al inicio del nivel. Finalmente en el penúltimo nivel, después de derrotar a Metal Sonic en la carrera, Sonic rescata a Amy y desde estos acontecimientos, la eriza rosa continúa siguiendo al erizo velocista al que llama su héroe en todas sus aventuras. Aunque está aparece como personaje jugable en Sonic R, no es sino hasta los acontecimientos del juego Sonic Adventure en Dreamcast, donde se convierte en uno de los 6 personajes jugables. Antiguamente esta llevaba un vestido verde, falda naranja y zapatos blancos, pero en la actualidad lleva un vestido y botas de color rojos. Además ella se autoproclama como la novia de Sonic, pero se desconoce si los sentimientos de erizo velocista son mutuos, existiendo información contradictoria entre los juegos y las declaraciones oficiales.

## Personalidad
Según la información oficial, Amy tiene un carácter bastante cariñoso, amable y de buen corazón, pero también suele enfadarse con mucha facilidad si la sacan de sus casillas, pero a veces suele estar de buen humor. Llena de energía, Amy no es de las que se dan por vencidas tan fácilmente y tiene la intención de casarse con Sonic algún día, aunque en el futuro inmediato prefiere una simple cita con él. Sin embargo, puede ponerse bastante celosa en cuanto una chica se le acerca, pero no es posesiva con Sonic, a pesar de su carácter pegajoso. Amy también es naturalmente alegre, decidida y mantiene una relación de hermana con Cream the Rabbit. Amy parece, pese a todo, tener personalidades muy diferentes si la comparamos entre su homólogo de videojuegos y su versión de los dibujos animados y especialmente con los cómics de Archie Comic o Fleetway. Su relación con Sonic también parece contradictoria dependiendo de sus diferentes apariciones, pero según los juegos, podemos ver que son buenos amigos (aunque Sonic a veces puede parecer molesto por su comportamiento y puede tenerle bastante miedo cuando saca su Martillo Piko-Piko).
Debido a preocupaciones de parte de SEGA por el pensamiento que tengan los fans sobre ella, los remakes o juegos siguientes, muestran una personalidad de Amy diferente, pasando de ser obsesiva y enamorada apasionada del erizo, a reducir esa obsesión a una simple admiración, aunque no se descarta completamente el amor que tiene ella por el erizo, ya que eso se conserva y se conservara siempre.

## Apariciones
- Sonic CD: Es el primer personaje femenino que aparece en el mundo de Sonic.
- Sonic Drift 2: Este es el primer juego de la serie Sonic en el que Amy es un personaje jugable.
- Sonic R: Donde conduce un convertible rosa, que también puede usarse como aerodeslizador.
- Sonic Adventure: Aquí es donde se vuelve más madura y menos cómica. Debe escapar de Zero, el robot que intenta robar el pájaro que encontró en la ciudad. Muestra mucho coraje hacia el final del juego, cuando decide enfrentarse a Zero y exterminarlo de una vez por todas. Su columna ha sido rediseñada en cabello corto y escotado, y ahora usa un vestido rosa y botas rosas con una raya blanca y su perfil es más maduro, a diferencia de su diseño original.[6]
- Sonic Adventure 2: Solo se puede jugar en el modo de 2 jugadores, pero participa en la historia principal como un NPC (personaje no jugable) donde también confunde al erizo negro Shadow con Sonic. Se convierte en una especie de mascota, tras sus repetidas apariciones, recupera de vez en cuando su efecto cómico y, a veces, pasa por una niña. Es ella quien logra convencer a Shadow para que ayude a Sonic y los demás a detener la caída del ARK hacia la Tierra.[7]
- Sonic Shuffle: Es uno de los cuatro personajes jugables.
- Sonic Heroes: Se vuelve cada vez más madura tras la llegada de Cream the Rabbit a las grandes consolas (Cream pasa a ocupar el puesto de la menor del grupo) junto con Big the Cat. Amy saca a relucir su lado valiente y femenino, como cuando rechaza hablar con Vector.[8]
- Shadow The Hedghehog: Ella aparece en un nivel y en las escenas cinemáticas finales.[9]
- Sonic Riders: Al igual que en Sonic Adventure 2, solo se puede jugar con ella en el modo carrera, pero aparece como un NPC en la historia de Hero y Babylon. En el mundo de Babylon, puedes enfrentarla con Wave. Recupera su aspecto infantil, aunque parece mucho más nerviosa y pegajosa que nunca.
- Sonic Rush: Ella continúa siguiendo a Sonic y ayuda en la aventura.
- Sonic The Hedgehog (2006): Es jugable en el modo historia de Silver the Hedgehog y al igual que como ocurrió en Sonic Adventure 2, esta llega a confundir al erizo plateado con Sonic.[10]
- Sonic Rivals: La vemos al final de la historia de Sonic, cuando la libera de su tarjeta.
- Sonic y los Anillos Secretos: Se puede jugar como Amy en el modo multijugador.
- Sonic Chronicles: The Dark Brotherhood: Ella es el segundo personaje en orden de aparición. Tiene un martillo rosa y tiene mucha fuerza, siendo muy útil en el juego, dado que solo ella puede romper algunas cajas. En el juego, ella anuncia que tiene un novio llamado Dexter, haciendo que Sonic se ponga celoso.[11]
- Sonic Unleashed: Aparece por primera vez abrazando a Sonic en su forma de erizo-lobo, aunque al principio ella no lo reconoce, más tarde sale como un NPC en algunas escenas y en el laboratorio del profesor Pickle.[12]
- Sonic y el Caballero Negro: En esta ocasión, Amy presta sus rasgos a Nimue, la Dama del lago del reino de Camelot, aunque en una escena posterior a los créditos se le escucha a Amy bastante molesta con Sonic por haber faltado a su cita y trata de castigarlo con su martillo.[13]
- Sonic Colors: Ella se encuentra en el parque interplanetario del Dr. Eggman y le confía a Sonic una misión especial.
- Sonic Generations: Aparece durante la fiesta sorpresa de cumpleaños de Sonic, pero debido al ataque del Time Eater, esta termina siendo absorbida, junto a los demás por unos portales del tiempo hacia el pasado.[14]
- Sonic Lost World: Ella y Knuckles se ponen en peligro cuando el mundo pierde energía debido a una de las máquinas de Eggman.
- Sonic Boom: Ella es uno de los cuatro personajes jugables.
- Sonic Forces: Es miembro de la resistencia junto a Sonic y sus amigos.
- Sonic Frontiers: Tails, Sonic y ella se dirigían a Starfall Islands con el Tornado cuando Amy se separó de sus amigos y fue succionada por un agujero de gusano.[15]
- The Murder of Sonic the Hedgehog: En este juego se organiza un juego de investigación a tamaño real para celebrar el cumpleaños de Amy.
- Sonic Superstars: Es uno de los cinco personajes jugables. Tiene la misma apariencia del juego  Sonic CD.[16]
- Sonic Dream Team: Es uno de los siete personajes jugables.[17]

## Otros medios
- Amy aparece en la serie animada japonesa Sonic X. En el episodio 52, Sonic le regala una flor y admite que siempre la ha amado, además de disculparse haberla preocupado y por tardar en regresar a casa. En ese momento, Amy, ya llorando, lo abraza. También aparece en la serie animada Sonic Boom.

- Amy es introducida en la película de acción real Sonic 3, la película (2024),[18] apareciendo en una escena a mitad de los créditos salvando a Sonic del androide Metal Sonic y su ejército de clones robots.[19]